# بوحمزه
بوحمزه (به عربی: بوحمزة) یک شهرداری در الجزایر است که در استان بجایه واقع شده‌است.